# Die Lügen des Locke Lamora
Die Lügen des Locke Lamora ist der erste von bisher drei Romanen im Fantasy-Zyklus Gentleman Bastards des US-amerikanischen Autors Scott Lynch. Er wurde erstmals 2006 veröffentlicht. Auf Deutsch wurde der Roman unter dem Titel Die Lügen des Locke Lamora publiziert, der in der Übersetzung durch Ingrid Herrmann-Nytko 2007 bei Heyne erschien. Elite-Betrüger, die sich „Gentleman Bastards“ nennen, rauben die Reichen der Stadt Camorr aus, die an das  spätmittelalterliche Venedig angelehnt ist. Zwei Handlungsstränge verweben sich: In der Gegenwart kämpfen die Gentleman Bastards gegen einen mysteriösen Grauen König, der die kriminelle Unterwelt übernimmt; abwechselnde Kapitel beschreiben die Geschichte von Camorr und den Gentleman Bastards in der Vergangenheit, insbesondere die Jugend von Locke Lamora.

## Handlung
Die Gentleman Bastards sind Meister der Täuschung, Verkleidung und feinen Küche. Vater Chains, ihr „Garrista“ (vergleichbar mit einem Capo in der Mafia), ist ein Priester des Gottes der Diebe. Er kauft den lästigen jungen Locke für seine Bande. Durch eine Reihe von Tricks gegenüber den Reichen widersetzen sie sich dem geheimen Frieden. Dies ist eine unausgesprochene Vereinbarung zwischen dem kriminellen Untergrund und der Regierung des Herzogs. Die Existenz des organisierten Verbrechens wird mit dem Zugeständnis zugelassen, dass der Adelstand und die Diener der Gerechtigkeit tabu sind. Nach Chains Tod wird Locke Garrista der Gruppe, bestehend aus Jean Tannen, einem erfahrenen Kämpfer; Calo und Galdo Sanza (eineiige Zwillinge), Alleskönner; und Bug, ein junger Lehrling. Ihre eigensinnige Mitarbeiterin Sabetha wird erwähnt, hält sich aber während der Ereignisse des Romans an einem anderen Ort auf.
Die kriminelle Unterwelt von Camorr wird mit eiserner Faust vom Capa Barsavi regiert, der eine Provision für alle kriminellen Aktivitäten in seinem Zuständigkeitsbereich einzieht. Unter der Führung von Locke sind die Gentleman Bastards als kleine Bande von zuvorkommenden, kleinen Dieben und Taschendieben bekannt. Sie zahlen ihre Gebühren regelmäßig, allerdings zahlen sie immer nur einen kleinen Teil der fälligen Abgaben. Ihre tatsächlichen Einkommen aus den Raubzügen verschweigen sie und schaffen es unerkannt (auch von den anderen Dieben) ihre Gaunereien durchzuziehen. Insgeheim haben die Bastards tatsächlich ausgeklügelte Pläne angewandt, um verschiedene Adlige um große Summen zu betrügen, und haben ein beträchtliches Vermögen angehäuft; sie „kaufen“ die Schmuckstücke, die sie Barsavi als Tribut weitergeben, in Übereinstimmung mit ihrem unbedeutenden Ruf. Das wenige, was über ihre Operationen gesprochen wird, wird dem dunklen „Dorn von Camorr“ zugeschrieben. Dieser sagenumwobene Dieb ist nie gesehen worden und deshalb fliegt die Tarnung der Bastards auch nicht auf.
Locke gibt vor, Lukas Fehrwight ein Kaufmann aus Emberlain zu sein, um Don Lorenzo Salvara und seine Frau zu betrügen. Unterdessen hat ein mysteriöser Verbrecher, der sich selbst der Graue König nennt, Barsavis vertrauenswürdigste Garristas getötet; Barsavi hat sich aus Angst um seine Sicherheit in seiner Schiffsfestung, dem schwimmenden Grab, zurückgezogen. Locke sieht sich dem Grauen König und seinem angeheuerten Soldmagier „Falkner“ gegenüber, die irgendwie wissen, was die Gentleman Bastards vorhaben; Locke willigt ein, sich bei einem arrangierten Treffen mit Barsavi als Grauer König auszugeben, als Gegenleistung für das Schweigen des Grauen Königs sowie den magischen Schutz des Soldmagiers vor Barsavis Zorn während des Treffens. Der Graue König ermordet Barsavis Tochter Nazca und liefert ihren Körper in einem Fass mit Pferdeurin an den Capa. Locke ist gezwungen, den Plan fortzusetzen, obwohl er weiß, dass Barsavi jetzt niemals verhandeln wird.
Bei dem Treffen gelingt es Barsavi, den magischen Schutz des durch Falkners Zauber getarnten Locke zu umgehen, indem er ihn schwer schlägt und in einem Fass ertrinken lässt. Jean und Bug retten ihn, aber sie erkennen, dass der Graue König sie hintergangen hat; Sie kehren in ihr geheimes Versteck zurück und finden ihr Vermögen gestohlen und die Sanza-Zwillinge brutal ermordet. Der Eindringling ist immer noch anwesend und tötet Bug und fast auch Jean und Locke, die daraufhin Rache schwören. Locke geht verkleidet zum Schwimmenden Grab, wo Barsavi den angeblichen Tod des Grauen Königs feiert. Plötzlich wenden sich zwei von Barsavis vertrauten Leibwächtern, die wilden Berengias-Schwestern, gegen ihn und schlagen Barsavi und seine beiden Söhne nieder. Der Graue König (den Locke für den Bruder der Berengias-Zwillinge hält) erscheint, stellt sich als Capa Raza vor und beansprucht Barsavis Imperium für sich.
Da er keine Ressourcen mehr hat und Geld braucht, um Raza irgendwie zurückzuschlagen, versucht Locke, den Schwindel gegen die Salvaras abzuschließen. Währenddessen untersucht Jean die nächtlichen Aktivitäten von Razas Dienern und stellt fest, dass der neue Capa seinen von Barzavi gestohlenen Reichtum heimlich auf ein Schiff lädt, das wegen einer angeblichen Pestwarnung unter Quarantäne gestellt wurde. Bevor Jean es Locke sagen kann, wird er von den Berengias-Schwestern überfallen. Er schafft es, beide zu töten, wird aber selbst schwer verwundet. Die „Spinne“ des Herzogs, Camorrs geheimer Spionagemeister, der eigentlich die ältere Doña Vorchenza ist, hat erfahren, dass die Salvaras von dem mysteriösen Dorn von Camorr hereingelegt werden. Sie und die Salvaras locken Locke zur jährlichen Feier des Herzogs und er entkommt knapp. Als Locke zu ihrem Versteck zurückkehrt, findet er Jean durch die Zauberei des Soldmagiers, die auf der Verwendung von Jeans wahrem Namen beruht, außer Gefecht gesetzt. Locke, dessen richtiger Name nicht bekannt ist, überwältigt den Falkner und foltert ihn, um Informationen zu erhalten. Aus Angst vor Rache anderer Soldmagier, falls er getötet werden sollte, entfernen Jean und Locke seine Finger und seine Zunge, damit er keine Gesten oder Zaubersprüche sprechen kann, und lassen ihn am Leben, aber wahnsinnig zurück.
Capa Raza hat seine Rache an Barsavi und den Adligen von Camorr seit seiner Kindheit geplant, als seine Eltern als Kollateralschaden des Geheimen Friedens ermordet wurden. Um die Adelshäuser zu zerstören, gibt er dem Herzog von Camorr vier Skulpturen, eigentlich sind es Zeitbomben. Die Skulpturen sind mit „Dämonenstein“ gefüllt, eingeatmeter Dämonenstaub „bricht“ Lebewesen. Im Anschluss sind sie lebendig aber völlig willenlos. Diese Technik wird meist bei Nutztieren angewandt, um sie zu willenlosen Arbeitstieren zu machen. Würde der versammelte Adel diesen Staub einatmen, würde ihnen das gleiche Schicksal blühen.
Locke rennt zurück zu dem Turm, von dem er geflohen ist, und schafft es, Vorchenza und die Salvaras von der Gefahr zu überzeugen, und die Geräte werden entschärft. Als Nächstes zwingt er die Spinne, ihn freizulassen, um Raza zu töten, und Locke nicht wegen Diebstahls vor Gericht zu stellen. Vorchenza stimmt zu, als Locke den Standort des gestohlenen Geldes mitgeteilt hat; Er erzählt ihr, dass Raza seinen Schatz auf einem Müllkahn versteckt hat, und weist sie an, das Seuchenschiff und seine Besatzung zu zerstören, bevor Raza damit die Stadt infizieren kann. Locke steht Raza in einem tödlichen Kampf gegenüber, obwohl er von den Fähigkeiten des Capa mit einem Schwert übertroffen und fast getötet wird, bevor er es schafft Raza zu töten. Als auf dem Lastkahn kein Schatz gefunden wird, erkennt Vorchenza, dass der Dorn sie dazu gebracht hat, das Schiff zu zerstören, das mit Razas Vermögen gefüllt ist, das jetzt eine Opfergabe an den Gott der Diebe für Lockes ermordete Freunde ist. Später segeln Jean und Locke, die sich von ihren Verletzungen erholen, in ein neues Leben.

## Ausgaben
- The Lies of Locke Lamora. Gollancz / Orion, 2006, ISBN 0-575-07694-1.
  - Die Lügen des Locke Lamora. Heyne, 2007, ISBN 3-453-53091-8.